# Нара (річка)
На́ра (рос. Нара) — річка у Московській області та Калузькій областях Росії, ліва притока Оки.

## Опис
Довжина річки 158 км, площа басейну 2030 км². Витоки розташовані на Московській височині біля селища Чупряково. Живлення переважно снігове. Повновіддя в квітні, у вересні-листопаді дощові паводки. Середня витрата води за 80 км від гирла 5,5 м³/сек. Замерзає в листопаді — грудні, льодохід у квітні. На річці розташовано міста Наро-Фомінськ, Серпухов. Впадає в Оку поблизу міста Серпухов на рівні 107 метрів. У верхів'ях у штучних Нарських ставках розводять рибу. Між селами Каменське та Паніно річка перетинає вапняки, утворюючи пороги. Середня швидкість 4-5 км/год.

## Топонім
Гідронім Нара має балтійське походження: пор. лит. narà («потік»). Народно-етимологічна версія пов'язує назву річки з пануванням монголо-татар: ніби кінні вершники провалювались крізь лід і гинули, звідти походить її назва «глибока річка».

## Притоки (км від гирла)
- 1,5 км: Сухменка (пр)
- 66 км: Істья (пр)
- 77 км: Черничка (лв)
- 84 км: Кременка (лв)
- 117 км: Березовка (лв)
- 118 км: Гвоздня (пр)
- 128 км: Плесенка (пр)
- 129 км: Іневка (лв)
- 133 км: Тарусса (Таруса) (пр)
- 145 км: Трасна (лв)